# قذف رجوعي

آلية حدوث القذف الراجع

القذف الرجوعي أو القذف العكسي (بالإنجليزية: Retrograde ejaculation) هو خلل فيزيولوجي أو مرضي في عملية القذف عند الذكور، يتميز بإفراغ أغلب السائل المنوي في المثانة وليس عبر الإحليل إلى الخارج كما يحدث في الحالات الطبيعية، للقذف الراجع أسباب عديدة من أهمها بعض العمليات الجراحية التي تجرى على المثانة والبروستات، واستخدام بعض الأدوية، والداء السكري، وأسباب أخرى متنوعة.
يعالج القذف الراجع بحسب العامل المسبب وقد يكون العلاج جراحيًا أو دوائيًا، وتعتبر حالة القذف الراجع غير خطيرة عمومًا بحد ذاتها لكنها قد تكون مؤشرًا لمرض خطير أو حالة أكثر تعقيدًا.

## أسباب القذف الراجع
يمكن لأي مرض أو حالة تؤثر على السير الطبيعي لعملية القذف أن تسبب قذفًا راجعًا، وتعتبر عملية استئصال البروستات في رأس قائمة الأسباب المؤهبة للقذف الراجع، إذ تقدر الدراسات أنه يحدث عند ١٠% من الرجال بعد عملية استئصال البروستات، ومع ذلك فقد انخفضت نسبة حدوث القذف الراجع بعد عمليات استئصال البروستات بشكل كبير بعد تطور وسائل وتقنيات الجراحة، والتي أصبحت تحافظ على الحزمة العصبية الوعائية أسفل المثانة (جراحة موفرة للعصب) أو اللجوء لاستئصال البروستات بالتجريف أو التبخير بالليزر أو استئصال البروستات بالروبوت.
ومن الأسباب الأخرى الأقل شيوعًا للقذف الراجع: الأدوية، والرضوض، والأمراض العصبية والتنكسية، وأي حالة تؤثر على التعصيب الطبيعي للحوض والبروستات.

## القذف الراجع والأدوية
يمكن لبعض الأدوية أن تسبب القذف الراجع أو تؤهب لحدوثه، وتشمل جميع الأدوية التي تتداخل مع نقل التنبيهات العصبية للمثانة والبروستات والقضيب، من أهم الأدوية التي تعرف بأنها تسبب القذف الراجع هي: حاصرات ألفا.
أهم الأدوية التي تسبب القذف الراجع:
- حاصرات ألفا الانتقائية وغير الانتقائية.
- بعض مضادات الاكتئاب.
- بعض أنواع خافضات الضغط.
- الأدوية التي تسبب سمية عصبية بجرعاتها المرتفعة مثل جنتاميسين.

## القذف الراجع والداء السكري
يؤثر الداء السكري غير المعالج أو غير المضبوط على جميع أعصاب الجسم لا سيما الأعصاب المحيطية، مسببًا ما يعرف باعتلال الأعصاب السكري. عندما يحدث خلل أو تلف في الأعصاب التي تعصب المثانة والبروستات أو تلك المسؤولة عن العملية الجنسية عند الذكور قد يحدث قذف راجع أو ضعف انتصاب. تجدر الإشار هنا إلى أن احتمال حدوث القذف الراجع في سياق الداء السكري أقل بكثير من حالات القذف الراجع التي تحدث بعد عملية استئصال البروستات أو تناول حاصرات ألفا.
يعتقد عمومًا أن اعتلال الأعصاب المحيطية الناتج عن الداء السكري قابل للتراجع من خلال الضبط الجيد لمستويات سكر الدم عن طريق خافضات السكر الفموية أو الأنسولين، ويمكن لبعض المكملات الغذائية أن تساعد في ترميم هذه الأعصاب لا سيما المكملات التي تحتوي على فيتامين B.

## حالات أخرى تسبب القذف الراجع
يمكن للعديد من الحالات الفيزيولوجية والأمراض الأخرى أن تسبب القذف الراجع أو تؤهب لحدوثه، ومن أهمها:
- داء باركنسون.
- التصلب المتعدد.
- رضوض النخاع الشوكي.
- رضوض وأذيات الدماغ.
- التهاب الدماغ أو السحايا.
- التهاب النخاع الشوكي.
- العلاج الشعاعي لمنطقة الحوض.
- التعرض لبعض المواد والسموم.

## تشخيص القذف الراجع
يشمل تشخيص القذف الراجع عددًا من الإجراءات تبدأ بأخذ قصة مرضية شاملة وفحص سريري مفصل، ومن الاستقصاءات الشعاعية الضرورية تصوير البطن والحوض بالإيكو لدراسة البروستات (حجمها، شكلها، وجود أي آفات فيها). ودراسة المثانة والكليتين والحالبين.
ويجرى عادة تحاليل مخبرية أهمها تحليل بول بعد القذف ودراسة وجود نطاف في البول، بالإضافة لتحاليل أخرى لتحري وظيفة الكلية وتحاليل عامة.

## علاج القذف الراجع
يجب علاج القذف الراجع في حالات محددة فقط، ومن أهمها إذا أدى إلى حدوث عقم أو أثر على الحالة النفسية للشريكين، وفيما عدا ذلك يعتبر القذف الراجع من الحالات السليمة التي لا تتطلب علاجُا عادة.
يتركز العلاج على تحديد العامل المسبب وتدبيره، فإذا كان السبب تناول أحد الأدوية يمكن إيقاف الدواء أو استبداله بدواء آخر تحت إشراف الطبيب المختص، أما الحالات التي تحدث نتيجة لأمراض عصبية وتنكسية كالداء السكري وداء باركنسون مثلاً فيكون العلاج بضبط المرض والسيطرة على أعراضه ويمكن تناول بعض الأدوية والمكملات التي تساهم في ترميم الأعصاب وتحسين وظيفتها.
يعتبر القذف الراجع الناتج عن الرضوض والعمليات الجراحية أصعب الأنواع علاجًا، وقد يحتاج المريض في هذه الحالة لعلاج جراحي بالجراحة المجهرية لإعادة وصل العصب المتأذي، مع الإشارة إلى أن بعض الحالات قد تشفى تلقائيًا أو تتحسن تدريجيًا مع مرور الوقت.